# Simon Benson
Simon Benson (ur. 2 października 1852 lub 1851, zm. 5 sierpnia 1942) – amerykański przedsiębiorca i filantrop.
Urodził się w Norwegii jako Simon Berger Iversen. Gdy miał 16 lat, wraz z rodziną wyemigrował do USA, gdzie rodzina osiadłszy w Wisconsin, zmieniła nazwisko na Benson i rozpoczęła starania o naturalizację. Simon uczył się języka angielskiego i jednocześnie pracował na farmach oraz w przemyśle drzewnym. W 1876 otworzył własny sklep, który przynosił dochody, lecz spłonął w 1879. Wtedy Benson z rodziną przeniósł się do Oregonu, mając zamiar handlować w obozach drwali.
W 1880 założył  Benson Logging and Lumber Co., firmę zajmującą się pozyskiwaniem i przeróbką drewna. W latach 90. XIX wieku Benson stał się pionierem modernizacji przemysłu drzewnego. Dla usprawnienia zwózki drewna budował linie kolejki wąskotorowej w wyrąbywanych lasach, jako pierwszy stosował maszyny parowe do zrywki i transportu drewna, budował wielkie tratwy (zwane tratwami Bensona) do oceanicznego transportu drewna. Jego posiadłości obejmowały 45 tysięcy akrów.
W 1909 odszedł na emeryturę z przemysłu drzewnego i zajął się działalnością na rzecz społeczeństwa. Wspierał budowę Columbia River Highway i innych dróg, wybudował (w 1912) Benson Hotel w Portlandzie i Columbia Gorge Hotel w Hood River (1921). Ofiarował tereny na tworzenie parków. W 1915 wpłacił 100 tysięcy dolarów na ustanowienie Benson Polytechnic High School.

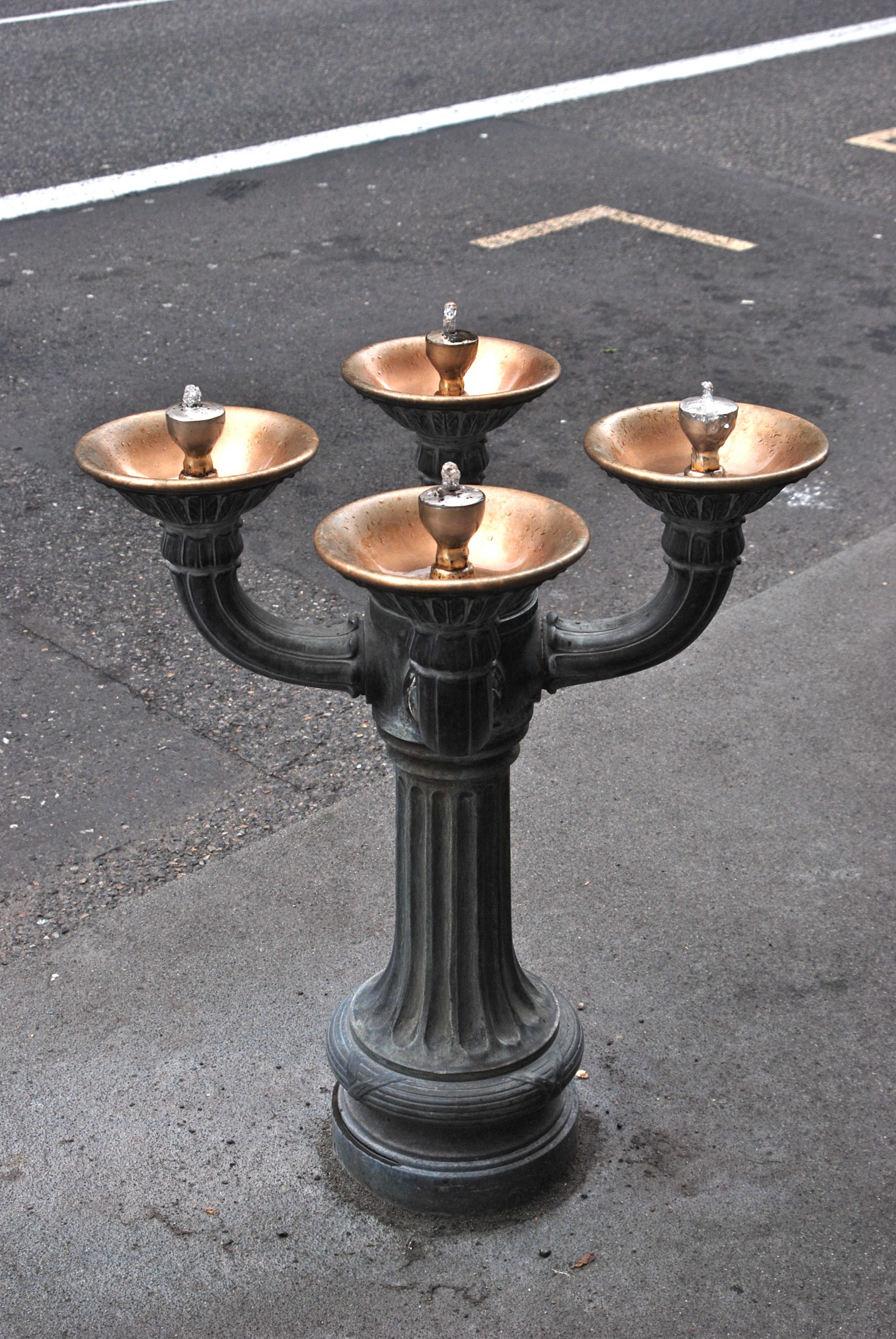
Jeden z Benson bubblers

Największą sławę przyniosły mu Benson Bubblers – fontanny-poidła z wodą do picia, których 20 zostało ustawionych w Portlandzie w 1912. Benson ofiarował miastu 10 tysięcy dolarów na ich zakup i instalację. Fontanny te stały się jednym z symboli Portlandu.
Dom, który Benson zbudował w Portlandzie dla swej rodziny w 1900, należący obecnie do Portland State University, wpisany jest do National Register of Historic Places.

## Życie prywatne
Benson był abstynentem. Niektóre opowieści łączą z tym faktem jego działania mające na celu dostarczanie dobrej wody do picia dla przechodniów i pracowników.
Simon Benson był trzykrotnie żonaty: z Ester Searle (w latach 1876–1890, Ester Searle zmarła na gruźlicę), z Pamelią Loomis (w latach 1894–1920, małżeństwo zakończone rozwodem) i z Harriet King (od 1920, małżeństwo zakończone rozwodem).